# Ulryka
Ulryka – żeński odpowiednik imienia Ulryk.
Ulryka imieniny obchodzi 8 maja.

## Znane osoby
- Ulryka Eleonora Duńska – królowa Szwecji
- Ulryka Eleonora Wittelsbach – królowa Szwecji w latach 1718-1720
- Ulrike Maier – austriacka narciarka
- Ulrica Messing – szwedzka polityk
- Ulrike Meyfarth – niemiecka lekkoatletka
- Ulryka Franciszka Nisch – niemiecka błogosławiona Kościoła katolickiego